# 刘易斯·蒂尔尼
刘易斯·G·蒂尔尼（英語：Lewis G. Tilney）是一位美国细胞生物学家，宾夕法尼亚大学榮譽退休教授，专攻动物细胞的细胞骨架研究，1964年毕业于康奈尔大学医学院，1975年获古根海姆獎，1982年作美國細胞生物學學會基思·R·波特讲座，1998年当选美国国家科学院院士。